# Estación de Pío Baroja
Pío Baroja es una estación del tranvía de Bilbao. Se sitúa en el regenerado paseo de Uribitarte, donde la vía corre por encima del césped. La estación está entre las estaciones de Uribitarte y Abando, la última de las cuales conecta con trenes, metro y autobuses.
La estructura de la parada está compuesta por un módulo técnico que integra los servicios de expendedor de billetes, interfono y reloj digital, y unidades de energía, comunicación y tráfico, unido a un pórtico acristalado en cuyo extremo se ubica el panel publicitario.

## Accesos
- Paseo de Uribitarte
- Plaza Pío Baroja